# Лапидус, Владимир Семёнович
Владимир Семёнович Лапидус (псевдоним — С. Владимиров; 5 апреля 1869, Одесса — 18 октября 1913, Санкт-Петербург) — русский писатель, журналист.
Учился в Харьковском университете. Испытал влияние идей Льва Толстого. Печатался в «Харьковских ведомостях», «Одесских новостях», «Севере» и других. Редактор-издатель газеты «Елизаветградские новости» (издавалась с 1903 года). В газете публиковал некоторые письма писателя. Был арестован, посажен в тюрьму, газета была закрыта, типография также была закрыта.

## Избранное
- Призрак счастья (роман, Елизаветград, 1903)
- Совесть (1911)
- Грёзы любви (Одесса, 1898)